# Dubai Tour
Die Dubai Tour war ein Etappenrennen im Straßenradsport, das 2014 bis 2018 im Emirat Dubai ausgetragen wurde.
Der Wettbewerb wurde von  RCS Sport organisiert, die unter anderem auch für den Giro d’Italia verantwortlich zeichnet. Die erste Ausgabe ging über vier Etappen. Das Rennen war vom Weltradsportverband Union Cycliste Internationale 2014 in Kategorie 2.1 der UCI Asia Tour 2014 eingestuft worden; die zweite Austragung 2015 gehörte zur höheren Kategorie 2.HC.
Für die Dubai Tour 2014 meldeten elf ProTeams, die drei bestplatzierten Mannschaften der UCI Asia Tour sowie das Nationalteam der Vereinigten Arabischen Emirate und das neue Dubai-Sky-Team. Unter den Teilnehmern befanden sich Namen wie Mark Cavendish, Marcel Kittel, Peter Sagan und Fabian Cancellara. Die Erstaustragung gewann Taylor Phinney. Es folgten Siege von Mark Cavendish 2015, Marcel Kittel 2016 und 2017 sowie Elia Viviani 2018.
Zur Saison 2019 ging das Rennen in der UAE Tour auf, welche durch die sieben Vereinigten Arabischen Emirate führte.

## Resultate

### Männer
| Jahr | Sieger         | Zweiter             | Dritter           |
| ---- | -------------- | ------------------- | ----------------- |
| 2014 | Taylor Phinney | Steve Cummings      | Lasse Norman Leth |
| 2015 | Mark Cavendish | John Degenkolb      | Juan José Lobato  |
| 2016 | Marcel Kittel  | Giacomo Nizzolo     | Juan José Lobato  |
| 2017 | Marcel Kittel  | Dylan Groenewegen   | John Degenkolb    |
| 2018 | Elia Viviani   | Magnus Cort Nielsen | Sonny Colbrelli   |

### Frauen
- 2020  Lucy van der Haar